# Lou Steenbergen
Lou Steenbergen (Rotterdam, 15 maart 1922 – 20 mei 2003) was een Nederlandse acteur.
Op zesjarige leeftijd begon Lou met acteren bij het reizende toneelgezelschap van zijn vader Johan Steenbergen en moeder Jeanne van de Griendt. Lou acteerde samen met zijn oudere broer Paul Steenbergen. Toen hij vijftien was, besloot hij beroepsacteur te gaan worden. Steenbergen sloot zich aan bij het volkstoneelensemble van Jacques van Bijlevelt en Johan Boskamp. In zijn leven speelde hij onder andere bij de Haagsche Comedie en Toneelgroep Centrum. Ook hield hij zich bezig met het ontwerpen van toneeldecors.
Op de Nederlandse televisie speelde hij in Goede tijden, slechte tijden, De Brug, Hollands Glorie (Reder Van Munster) en Waaldrecht.